# Hohenthann
Hohenthann település Németországban, azon belül Bajorországban. Lakosainak száma 4344 fő (2023. december 31.). Hohenthann Rottenburg an der Laaber, Essenbach, Neufahrn in Niederbayern, Ergolding, Weihmichl, Pfeffenhausen és Ergoldsbach községekkel határos.

## Népesség
A település népessége az elmúlt években az alábbi módon változott:
| Lakosok száma | 424  | 665  | 1834 | 2661 | 3835 | 3995 | 4094 | 4121 | 4229 | 4344 |
|               | 1875 | 1950 | 1975 | 1987 | 2012 | 2014 | 2016 | 2017 | 2021 | 2023 |